# Jérémie (bande dessinée)
Jérémie est une série de bande dessinée d'aventure maritime du Français Paul Gillon publiée de mai 1968 à février 1973 dans Vaillant et Pif Gadget.